# Mockito
Mockito es un framework de código abierto para crear pruebas unitarias en Java publicado bajo la licencia MIT El framework permite la creación de objetos dobles de prueba (objetos simulados) en pruebas de unidad automatizada para el desarrollo guiado por pruebas (TDD) o desarrollo dirigido por el comportamiento (BDD).
El nombre y el logotipo del marco son un juego de palabras con los mojitos, un tipo de bebida.

## Características
Mockito permite a los desarrolladores verificar el comportamiento del sistema bajo prueba (SUT) sin establecer expectativas de antemano. Una de las críticas a los objetos mock es que hay un estrecho acoplamiento del código de prueba con el sistema bajo prueba. Mockito intenta eliminar el patrón esperar-ejecutar-verificar eliminando la especificación de expectativas. Mockito también proporciona algunas anotaciones para reducir el código repetitivo.

## Orígenes
Mockito Empezó por expandir en la sintaxis y funcionalidad de EasyMock.

### Ejemplo
Consideremos este programa desacoplado de Hola Mundo; podemos probar unitariamente algunas de sus partes, utilizando objetos simulados para otras partes. 
```
package
 
org.examples
;

import
 
java.io.IOException
;

public
 
class
 
HelloApplication
 
{

   
public
 
static
 
interface
 
Greeter
 
{

      
String
 
getGreeting
(
String
 
subject
);

      
String
 
getIntroduction
(
String
 
actor
);

   
}

   

   
public
 
static
 
class
 
HelloGreeter
 
implements
 
Greeter
 
{

      
private
 
String
 
hello
;

      
private
 
String
 
segmenter
;

      

      
public
 
HelloGreeter
(
String
 
hello
,
 
String
 
segmenter
)
 
{

         
this
.
hello
 
=
 
hello
;

         
this
.
segmenter
 
=
 
segmenter
;

      
}

      
public
 
String
 
getGreeting
(
String
 
subject
)
 
{

         
return
 
hello
 
+
 
" "
 
+
 
subject
;
 

      
}

      
public
 
String
 
getIntroduction
(
String
 
actor
)
 
{

         
return
 
actor
+
segmenter
;

      
}

   
}

   

   
public
 
static
 
interface
 
HelloActable
 
{

      
void
 
sayHello
(
String
 
actor
,
 
String
 
subject
)
 
throws
 
IOException
;

   
}

   

   
public
 
static
 
class
 
HelloAction
 
implements
 
HelloActable
 
{

      
private
 
Greeter
 
helloGreeter
;

      
private
 
Appendable
 
helloWriter
;

      
public
 
HelloAction
(
Greeter
 
helloGreeter
,
 
Appendable
 
helloWriter
)
 
{

         
super
();

         
this
.
helloGreeter
 
=
 
helloGreeter
;

         
this
.
helloWriter
 
=
 
helloWriter
;

      
}

      
public
 
void
 
sayHello
(
String
 
actor
,
 
String
 
subject
)
 
throws
 
IOException
 
{
 

         
helloWriter
.
append
(
helloGreeter
.
getIntroduction
(
actor
)).
append
(
helloGreeter
.
getGreeting
(
subject
));

      
}

   
}

   
public
 
static
 
void
 
main
(
String
...
 
args
)
 
throws
 
IOException
 
{

      
new
 
HelloAction
(
new
 
HelloGreeter
(
"hello"
,
 
": "
),
 
System
.
out
).
sayHello
(
"application"
,
 
"world"
);

   
}

}

```

```
application: hello world

```

El resultado del lanzamiento de HelloApplication será el siguiente:  
```
package
 
org.examples
;

import static
 
org.mockito.Matchers.any
;

import static
 
org.mockito.Matchers.eq
;

import static
 
org.mockito.Mockito.mock
;

import static
 
org.mockito.Mockito.times
;

import static
 
org.mockito.Mockito.verify
;

import static
 
org.mockito.Mockito.when
;

import
 
org.junit.Before
;

import
 
org.junit.Test
;

import
 
org.examples.HelloApplication.HelloActable
;

import
 
org.examples.HelloApplication.HelloAction
;

import
 
org.examples.HelloApplication.Greeter
;

public
 
class
 
HelloActionUnitTest
 
{

   

   
Greeter
 
helloGreeterMock
;

   
Appendable
 
helloWriterMock
;

   
HelloActable
 
helloAction
;

   

   
@Before

   
public
 
void
 
setUp
()
 
{

      
helloGreeterMock
 
=
 
mock
(
Greeter
.
class
);

      
helloWriterMock
 
=
 
mock
(
Appendable
.
class
);

      
helloAction
 
=
 
new
 
HelloAction
(
helloGreeterMock
,
 
helloWriterMock
);

   
}

   

   
@Test

   
public
 
void
 
testSayHello
()
 
throws
 
Exception
 
{

      
when
(
helloWriterMock
.
append
(
any
(
String
.
class
))).
thenReturn
(
helloWriterMock
);

      
when
(
helloGreeterMock
.
getIntroduction
(
eq
(
"unitTest"
))).
thenReturn
(
"unitTest : "
);

      
when
(
helloGreeterMock
.
getGreeting
(
eq
(
"world"
))).
thenReturn
(
"hi world"
);

      

      
helloAction
.
sayHello
(
"unitTest"
,
 
"world"
);

      

      
verify
(
helloGreeterMock
).
getIntroduction
(
eq
(
"unitTest"
));

      
verify
(
helloGreeterMock
).
getGreeting
(
eq
(
"world"
));

      
verify
(
helloWriterMock
,
 
times
(
2
)).
append
(
any
(
String
.
class
));

      
verify
(
helloWriterMock
,
 
times
(
1
)).
append
(
eq
(
"unitTest : "
));

      
verify
(
helloWriterMock
,
 
times
(
1
)).
append
(
eq
(
"hi world"
));

   
}

}

```

```
unitTest : hi world

```

```
package
 
org.examples
;

import static
 
org.mockito.Matchers.any
;

import static
 
org.mockito.Matchers.eq
;

import static
 
org.mockito.Mockito.mock
;

import static
 
org.mockito.Mockito.times
;

import static
 
org.mockito.Mockito.verify
;

import static
 
org.mockito.Mockito.when
;

import
 
org.junit.Before
;

import
 
org.junit.Test
;

import
 
org.examples.HelloApplication.HelloActable
;

import
 
org.examples.HelloApplication.HelloAction
;

import
 
org.examples.HelloApplication.Greeter
;

import
 
org.examples.HelloApplication.HelloGreeter
;

public
 
class
 
HelloActionIntegrationTest
 
{

   
HelloActable
 
helloAction
;

   
Greeter
 
helloGreeter
;

   
Appendable
 
helloWriterMock
;

   

   
@Before

   
public
 
void
 
setUp
()
 
{

      
helloGreeter
 
=
 
new
 
HelloGreeter
(
"welcome"
,
 
" says "
);

      
helloWriterMock
 
=
 
mock
(
Appendable
.
class
);

      
helloAction
 
=
 
new
 
HelloAction
(
helloGreeter
,
 
helloWriterMock
);

   
}

   

   
@Test

   
public
 
void
 
testSayHello
()
 
throws
 
Exception
 
{

      
when
(
helloWriterMock
.
append
(
any
(
String
.
class
))).
thenReturn
(
helloWriterMock
);

      
helloAction
.
sayHello
(
"integrationTest"
,
 
"universe"
);

      
verify
(
helloWriterMock
,
 
times
(
2
)).
append
(
any
(
String
.
class
));

      
verify
(
helloWriterMock
,
 
times
(
1
)).
append
(
eq
(
"integrationTest says "
));

      
verify
(
helloWriterMock
,
 
times
(
1
)).
append
(
eq
(
"welcome universe"
));

   
}

}

```

Utiliza objetos simulados sólo en lugar de las interfaces de Appendable, utiliza las implementaciones reales para otras interfaces (HelloActable y Greeter), y asume implícitamente el siguiente caso de uso: 
```
integrationTest says welcome universe

```

Como se puede ver en las declaraciones de importación de las clases HelloActionUnitTest y HelloActionIntegrationTest, es necesario poner algunos jars de Mockito y JUnit en su ruta de clases para poder compilar y ejecutar las clases de prueba. 